# Osmia avosetta
Osmia avosetta là một loài ong trong họ Megachilidae..
Loài này được tìm thấy ở Tây Nam Á. Loài này lần đầu tiên được xác định ở Thổ Nhĩ Kỳ, và cũng đã được quan sát ở Iran, Syria và Jordan.
Osmia avosetta là loài sống đơn độc, những con cái nhận lấy trách nhiệm xây tổ và bảo vệ ấu trùng bằng cách tạo ra những chiếc tổ từ cánh hoa.
Vào tháng 8 năm 2019, một tổ loài ong loài này được làm từ cánh hoa Hydrangea đã được phát hiện trong một nhà kính ở Bristol, Anh. Con ong được cho là đã trở về Vương quốc Anh trong hành lý kỳ nghỉ từ Dalaman, Thổ Nhĩ Kỳ. Sau khi được thông báo, Hiệp hội nuôi ong Anh cho biết con ong có khả năng gây hại cho các loài bản địa. Defra đã ra lệnh giết con ong này, tuy nhiên, gia đình phát hiện ra tổ của nó nói rằng họ không thể bắt được nó.